# DDB Worldwide
DDB Worldwide ist eine in 83 Ländern niedergelassene Werbeagentur. Doyle Dane Bernbach wurde 1949 durch Maxwell Dane, Ned Doyle und William Bernbach gegründet und gehörte bereits in den 1960er Jahren zu den 10 größten Agenturen der Welt. Durch die Fusion mit Needham Harper Worldwide entstand die heutige Unternehmung, die ein Teil der Omnicom-Holding ist.
DDB Worldwide gliedert sich in die Regionen Europe, North America, Latin,  Asia Pacific und Mittlerer Osten und Afrika. In den deutschsprachigen Ländern gehören dazu:
- 480Hz GmbH
- kapacht
- DDB (Deutschland)
- DDB Wien
- Heye
- Track
- Salt Works
- efficientM und
- Lemon Group.

DDB gründete 2019 für den Großkunden Volkswagen die Agentur Voltage Worldwide mit Hauptsitz in Berlin. Dazu gehören weltweit 14 Büros und über 460 Mitarbeiter.